# The Phantom of the Opera (pel·lícula de 1925)
The Phantom of the Opera és una pel·lícula muda estatunidenca del 1925 dirigida per Rupert Julian. És la primera adaptació conservada (va haver-hi una anterior de 1916, perduda) de la novel·la homònima de Gastón Leroux.
L'actor Lon Chaney exerceix el rol d'un emmascarat i desfigurat "fantasma" anomenat Erik que resideix a l'Òpera de París, i dona lloc a assassinats i mutilacions en un intent per forçar als sostenidors del teatre al fet que facin l'estrella de l'espectacle a Christine Daaé, la dona que ell estima.
Aquesta pel·lícula va causar més impacte per l'horror intencionat produït per Lon Chaney amb el seu aspecte, ja que ell mateix s'aplicava el maquillatge, que va ser mantingut en secret per l'estudi, fins al llançament de la pel·lícula.
A més de Chaney, el llargmetratge va ser protagonitzat per estrelles com Mary Philbin, Norman Kerry, Arthur Edmund Carewe, Gibson Gowland, John St. Polis i Snitz Edwards. L'última supervivent del repartiment original va ser Carla Laemmle (1909–2014), neboda del productor Carl Laemmle, que va actuar en un petit rol, el de la "Prima Ballerina", quan tenia 15 anys d'edat.
En 1998, la pel·lícula va ser considerada «cultural, històrica i estèticament significativa» per la Biblioteca del Congrés dels Estats Units i seleccionada per al seu preservació en el National Film Registry.

## Argument

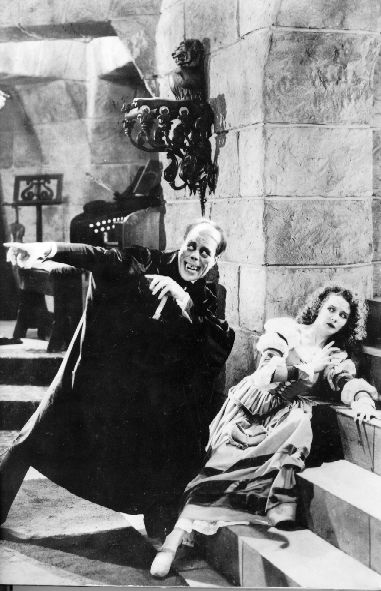
Erik, el fantasma de l'òpera (Lon Chaney), i Christine Daaé (Mary Philbin)

La pel·lícula comença amb el debut de la nova temporada al Teatre de l'Òpera Garnier de París, amb una producció de Faust de Gounod. El Comte Philippe de Chagny (John St. Polis) i el seu germà, el vescomte Raoul de Chagny (Norman Kerry) són presents. Raoul assisteix només amb l'esperança d'escoltar cantar la seva núvia Christine Daaé (Mary Philbin). Christine ha fet una pujada sobtada del cor a suplent de la prima donna. Raoul la visita al seu camerino durant l'actuació, i li comunica que ell desitja que Christine renunciï i es casi amb ell. Christine es nega a deixar que la seva relació s'interposi en el camí de la seva carrera.
En l'apogeu de la temporada més pròspera en la història de l'òpera, els gestors de sobte decideixen renunciar. En sortir, els diuen als nous gestors sobre el Fantasma de l'Òpera, un fantasma que sempre demana la llotja núm. 5, entre altres coses. Els nous gestors riuen d'això com si es tractés d'una broma, però els vells gestors es retiren preocupats.
Després de l'actuació, les noies del ballet són pertorbades per la visió d'un home misteriós amb fes (Arthur Edmund Carewe), sls soterranis. Argumentant si és o no és el fantasma, decideixen preguntar a Joseph Buquet, un tramoista que assegura haver vist la cara del fantasma. Buquet descriu una horrible visió d'un esquelet vivent a les noies, que després són sobresaltades per una ombra en la paret. Les entremaliadures del tramoista Florine Papillon (Snitz Edwards) no diverteixen al germà de Joseph, Simón (Gibson Gowland), qui el persegueix. Mentrestant, Mme. Carlotta (Virginia Pearson), la prima donna de l'Òpera de París, irromp en l'oficina dels gerents enfurida. Ella ha rebut una carta del "Fantasma", exigint que Christine canti el paper de Marguerite la nit següent, amenaçant amb greus conseqüències si no compleixen les seves demandes. Christine està en el seu camerino en aquest moment, parlant amb una veu fantasmal (que els espectadors veuen com una ombra en la paret darrere del vestidor). La veu li adverteix que prendrà el lloc de Carlotta el dimecres i que ella ha de pensar només en la seva carrera i el seu mestre.
L'endemà, en un jardí prop de la Casa de l'Òpera, Raoul es troba amb Christine i li demana que reconsideri la seva oferta. Christine admet que ella ha estat sota la tutela d'una veu divina, l'"esperit de la música", i que és impossible detenir la seva carrera ara. Raoul li diu que ell pensa que algú li està gastant una broma, i ella surt corrents enfadada.
El dimecres a la nit, Carlota està malalta i Christine pren el seu lloc a l'escenari. Durant la presentació, els administradors decideixen anar a la llotja 5 per a veure exactament qui l'ocupa. L'acomodadora de les llotges no sap qui és, ja que ella mai ha vist la seva cara. Els dos directors entren en la llotja i se sorprenen en veure una figura fosca asseguda. Ells corren fora espantats fins que recuperen el componiment, però quan entren a la llotja de nou, la persona s'ha anat. En la seva pròxima actuació, Christine arriba triomfal al final de l'obra i rep una ovació en peus per part del públic. Quan Raoul visita el seu camerino, ella fingeix no reconèixer-lo, perquè sense el coneixement d'aquells a l'habitació que la feliciten, la veu del fantasma és present. Raoul passa l'estona al costat de la seva porta, i després que els altres s'han anat, just quan està a punt d'entrar, sent la veu dins de l'habitació. Escolta la veu indicant les seves intencions a Christine: "Aviat, Christine, aquest esperit prendrà forma i exigirà el teu amor". Quan Christine deixa la seva habitació tot sol, Raoul entra per a trobar-la buida. Carlotta rep una altra discordant nota del fantasma. Una vegada més, exigeix que posi una excusa i deixi a Christine prendre la seva part. Els gerents també reben una nota, reiterant que si Christine no canta, presentaran "Faust" amb una maledicció sobre ells.
La nit següent, malgrat els advertiments del Fantasma, una Carlotta desafiador apareix com Margarita. Al principi, l'actuació va bé, però aviat la maledicció del fantasma pren forma, causant que la gran aranya de cristall caigui sobre l'audiència. Christine corre al seu camerino i segueix fascinada a la misteriosa veu a través d'una porta secreta darrere del mirall, descendint, en una seqüència onírica, semiconscient a cavall per una escala de caragol fins a les profunditats més baixes de l'Opera. A continuació, és pujada en góndola sobre un llac subterrani per l'emmascarat fantasma fins al seu cau. El fantasma es presenta com Erik i li declara el seu amor; Christine es desmaia, per la qual cosa Erik se l'emporta a una suite fabricada per a la seva comoditat. L'endemà, quan es desperta, es troba amb una nota de Erik dient-li que ella és lliure d'anar i venir com vulgui, però que mai ha de mirar darrere de la seva màscara. A l'habitació del costat, el fantasma està tocant la seva composició, "Don Joan Triomfant." La curiositat de Christine pot amb ella, i s'acosta sigil·losament darrere del fantasma i li arrenca la màscara, revelant el seu horrible rostre deformat. Enfurit, el fantasma li comunica els seus plans per mantenir-la presonera. Ella li suplica poder visitar el seu món per última vegada, i ell accepta amb la condició que mai vegi al seu pretendent de nou.
Alliberada de la masmorra subterrània, Christine assisteix a la cita amb el ball de màscares anual, on acudeix també el fantasma sota la disfressa de la "Mort Vermella" (del conte d'Edgar Allan Poe del mateix nom). Raoul troba a Christine i pugen al terrat de la Casa de l'Òpera, on ella li compta tot el que va passar després de la caiguda del gran llum. No obstant això, el fantasma ocult després de l'estàtua d'Apol·lo, els escolta gelosament. Raoul planeja emportar-se a Christine de manera segura a Londres després de la pròxima actuació. En sortir del terrat, el misteriós home del fes s'acosta a ells. Conscient que el fantasma està esperant-los en la planta baixa, ell dirigeix a Christine i Raoul a una altra sortida.
La nit següent, Raoul es troba amb Christine al seu camerino. Ella ha sentit la veu del fantasma, que li ha revelat que ell coneix els seus plans. Raoul ha encarregat un carruatge i la tranquil·litza dient que res sortirà malament.
Entre bastidors, Simon troba el cos del seu germà Philippe penjant d'una soga i jura venjança. Durant l'actuació, el fantasma segresta a Christine durant una apagada. Raoul s'afanya al camerino de Christine, i es troba amb l'home del fes, que es revela a si mateix com l'Inspector Ledoux, un policia secret que ha estat estudiant els moviments d'Erik com el fantasma des que va escapar com un presoner de l'Illa del Diable. Ledoux descobreix la porta secreta a l'habitació de Christine i els dos homes entren a les catacumbes de l'Òpera de París en un intent per rescatar Christine. En canvi, cauen a la presó del fantasma, una sala de tortures dissenyada per ell. El Comte de Chagny també ha trobat un camí a les catacumbes a la recerca del seu germà, i una alarma que retrunyeix alerta al fantasma de la seva presència en un pot en el llac. El Comte és ofegat per Erik, qui s'adona també de la presència dels altres dos homes a la sala de tortures. Girant un interruptor, el fantasma sotmet als dos presoners a una intensa calor.
El fantasma dona a Christine una opció entre dues palanques: una amb forma d'escorpí i l'altra amb figura de llagosta. Una d'elles salvarà la vida de Raoul, però a costa que Christine es casi amb Erik, mentre que l'altra farà esclatar l'Òpera, perquè també guarda gran quantitat de pólvora. Christine tria l'escorpí, però és un truc del fantasma. En comptes de "salvar" a Raoul i Ledoux de ser assassinats per la calor, l'habitació canvia inundant-se per a ofegar-los. Christine li demana al fantasma salvar a Raoul, prometent-li qualsevol cosa a canvi, fins i tot convertir-se en la seva esposa. Llavors en l'últim segon, el Fantasma obre una trapa en el sòl a través de la qual Raoul i Ledoux escapen.
Una torba, dirigida per Simon, s'infiltra en el cau del Fantasma. A mesura que sona l'alarma i la torba s'acosta, el fantasma intenta fugir amb Christine en el carruatge destinat a ella i Raoul; la jove es llança del vehicle en marxa i aquest bolca en frenar els cavalls el Fantasma. Mentre Raoul reanima a Christine, Erik és perseguit i assassinat per la torba, qui el llança al riu Sena per a finalment ofegar-se. En un breu epíleg, Raoul i Christine es mostren en la seva lluna de mel a Viroflay.

## Repartiment
- Lon Chaney - Erik, El fantasma de l'òpera.
- Mary Philbin - Christine Daaé.
- Norman Kerry - Raoul de Chagny, Vescomte Raoul de Chagny.
- Arthur Edmund Carewe - Ledoux, El Policia Persa.
- Gibson Gowland - Simon Buquet.
- Bernard Siegel - Joseph Buquet.
- John St. Polis - Philippe, el Comte de Chagny, germà major del Vescomte Raoul de Chagny.
- Snitz Edwards - Florine Papillon.
- Virginia Pearson - Carlotta (i Mare de Carlotta en la versió de 1930)
- Mary Fabian - Carlotta (versió de 1930).

## Producció

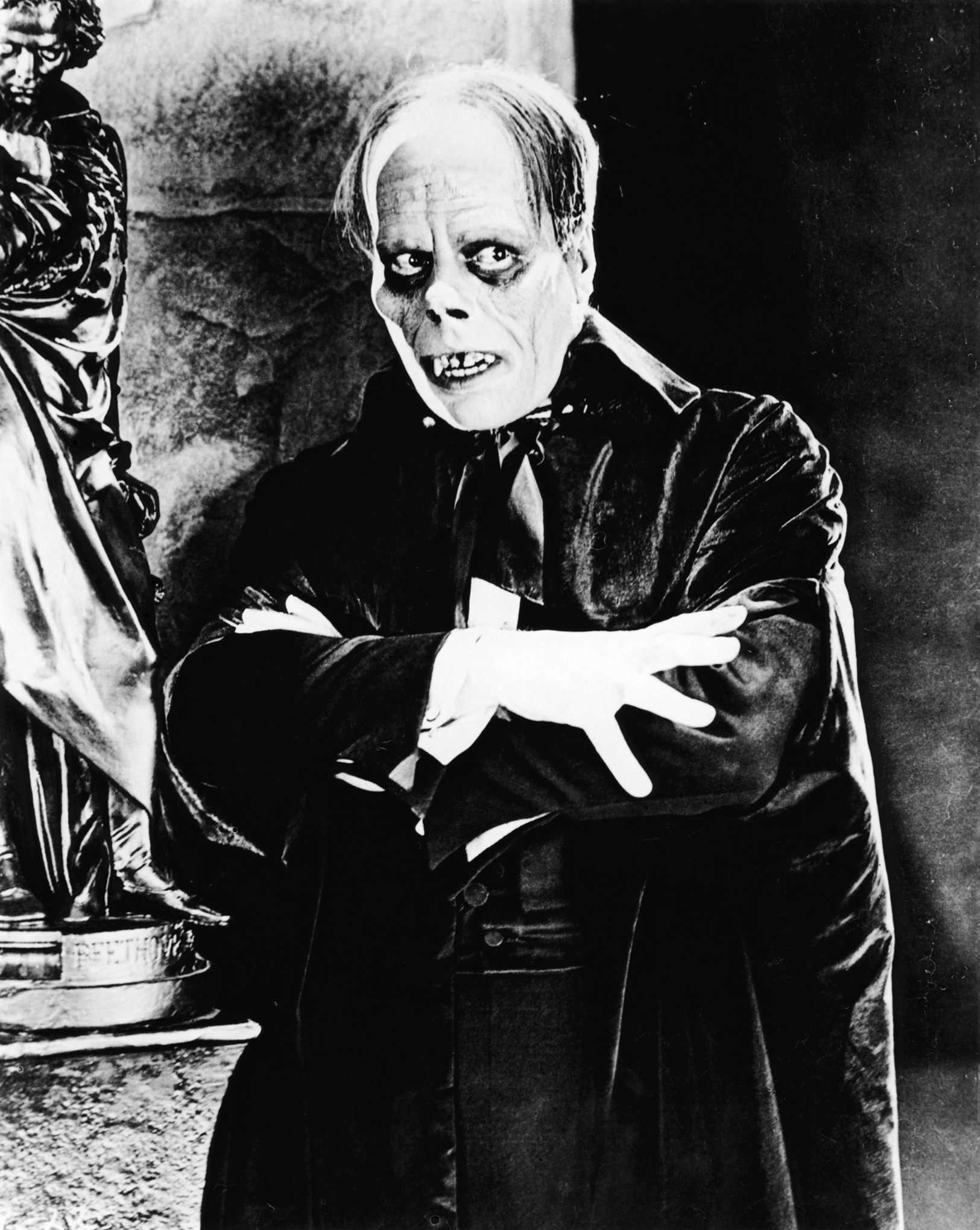
Lon Chaney, interpreta al Fantasma.

En 1922, Carl Laemmle, el president d'Universal Pictures, es va anar de vacances a París. Durant les seves vacances Laemmle es va reunir amb l'autor Gastón Leroux que estava treballant en la indústria del cinema francès. Durant una conversa que van tenir, Laemmle li va dir a Leroux que admirava l'Òpera de París. Leroux li va donar a Laemmle una còpia de la seva novel·la El fantasma de l'òpera. Laemmle va llegir el llibre en una nit i va comprar els drets de la pel·lícula com un vehicle per a l'actor Lon Chaney.
La producció es va iniciar a la fi de 1923 per Universal Studios i des del principi va tenir problemes. Segons el Director de Fotografia, Charles Van Enger, Lon Chaney i el Director Rupert Julian no es portaven del tot bé. La preestrena va ser a Los Angeles el 7 i el 26 de gener de 1925. La música va ser preparada per Joseph Carl Breil. No es conserva cap informació sobre la música que es va tocar, l'única cosa que se sap és que va ser presentada amb una orquestra de concert que va tocar la música composta per J. Carl Briel, compositor al seu torn de la música de The Birth of a Nation. La cita exacta del dia de l'Estrena en el Butlletí del dia deia: "Universal ha sol·licitat setmanalment una orquestra de 60 integrants". Moving Picture World deia: "La música de Fausto proporciona la música [per a la pel·lícula]". A causa de la pobra crítica i reaccions, al gener es va detenir l'estrena, i Julian va dir que havia de tornar a rodar la pel·lícula. Sentint que potser havia estat massa bo amb l'Estudi després d'haver reemplaçat a Erich Von Stroheim a Merry-go-round (1924), es va retirar del projecte.

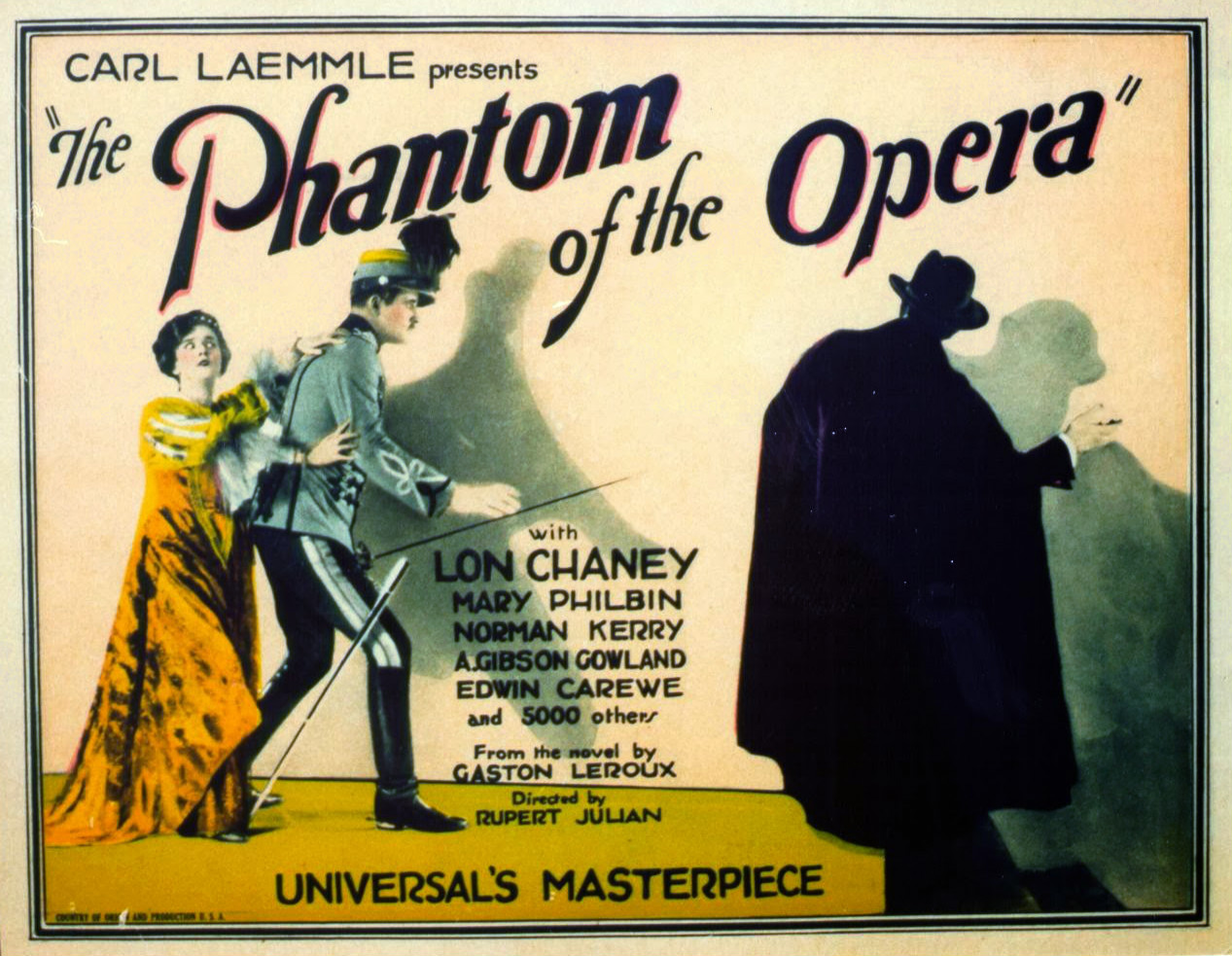
Tarjeta promocional

Edward Sedgwick va ser assignat pel productor Carl Laemmle per a tornar a filmar i redirigir la major part de la pel·lícula. Raymond L. Schrock i el guionista original Elliot Clawson van escriure noves escenes a petició de Sedgwick. La pel·lícula va ser llavors canviada a una comèdia romàntica amb elements d'acció en comptes del dramàtic thriller original. Aquesta versió va ser preestrenada en San Francisco el 26 d'abril de 1925, i tampoc va convèncer.
La tercera i última versió va ser producte de Maurice Pivar i Lois Weber, els qui van editar la pel·lícula a nou rodets. Gran part del material rodat per Sedgwick va ser eliminat, excepte el final. Aquesta versió, que conté material tant de la versió original de Julian com algun de la reelaboració de Sedgwick, es va estrenar el 6 de setembre de 1925, al Teatre Astor a Nova York.
Malgrat els problemes de producció, la pel·lícula va ser llavors un èxit en la taquilla, recaptant més de $2 milions. Va ser reestrenada sonorizada i amb alguns nous diàlegs en 1930. Aquesta versió s'ha perdut i només es conserva la banda sonora.
La versió original i una vegada restaurada, mostra els fotogrames tintats habituals en l'època (només el 10% dels films muts eren en blanc i negre) i la part del ball de màscares i el terrat va ser rodat en pioner tecnicolor. Els escenaris recreant l'òpera parisenca van ser els primers aixecats en un enorme plató d'acer i ciment, que no va ser demolit fins a 2014.